# ROTTENGRAFFTY
ROTTENGRAFFTY（ロットングラフティー）は、日本のロックバンド。所属レーベルはGetting Better。略称は「ロットン」。

## 略歴
1999年7月、ツインボーカルの5人編成バンド「ロットングラフティー」を結成。
2010年、事務所をパインフィールズに移籍後、アルファベット表記「ROTTENGRAFFTY」に改名。
バンド名の由来は N∀OKI曰く「バンド名が決まる前にライブが決まっていたことから自身が結成前に活動していたバンドの曲名「KYOTOグラフティー」、セックス・ピストルズのジョニー・ロットン、昔好きだったMAXUSの曲名「ROTTON」の「ロットン」から、掛け合わせた造語。当初の意味としては「腐った青春を取り戻せ」という意味で「ロットン（腐る）グラフティー（青春）」としてつけたが当時「『青春』の意味をグラフティーだと思っていた」ため英語表記時の「GRAFFTY」のスペルは、落書きの「graffiti（グラフィティ）」とは異なっている。発音で「ロットングラフィティー」と間違われるのはそのため。MAXUSの曲「ROTTON」は初期SEとしても使用されている。「古都のドブネズミ」をシンボルとし、グッズにもドブネズミが使用されている。独自企画として毎年12月に「ポルノ超特急」を行う。6月10日はゴロ合わせで「ロットンの日」、その逆にあたる10月6日は「逆ロットンの日」それぞれのイベントを企画。京都市にあるライブハウス「KYOTO MUSE」をメインに活動。「KBSホール」「京都パルスプラザ」等京都の大型会場でもライブ敢行。同郷・同世代の10-FEETと親交が深い。Dragon Ash、マキシマム ザ ホルモン、RIZE、山嵐、SiM、THE冠など交流の深いバンドも多い。先輩にブッシュマン、後輩にはUVERworldなど。
2003年発表メジャー・デビュー・シングル「悪巧み〜Merry Christmas Mr.Lawrence」は、坂本龍一による楽曲「メリークリスマス ミスターローレンス」にロットングラフティー流の編曲を施し、自身のオリジナル曲「悪巧み」を融合させた。アルバム『SYNCHRONICITIZM』のプロデューサーにDragon AshのIKÜZÖNEを迎えたが、IKÜZÖNEからの申し出から叶った経緯であった。参加したトリビュート・アルバム『BOØWY Respect』（2003年）では当初「Marionette」がやりたかったがN∀OKIの「モラルの無い『MORAL』やりたい」ところからカバーする経緯になった。アルバム『Walk』に収録の楽曲「D.A.N.C.E.」は急逝したIKÜZÖNEへ向け作られた歌。歌詞にも「IKÜZÖNE」が登場する。
野性爆弾と非常に仲がよく、彼らが在籍するバンド・盆地で一位と共演した事がある（2003年、大阪バナナホール）。野性爆弾のロッシーがアルバイトをしていた心斎橋のダーツバーの壁には、ロットングラフティーのサインが書かれている。麒麟のライブDVD「キリン!キリン!キリン!」のSEに「悪巧み～Merry Christmas Mr.Lawrence」が使われており、舞台の出囃子で使われた時期がある。自主イベント・ポルノ超特急では、お笑い芸人の出演もあり、上記芸人も出演している。

## メンバー
NOBUYA（ノブヤ、1975年12月19日（49歳）ボーカル担当。
本名は村瀬展弥（むらせのぶや）。通称「のぶじい」京都府長岡京市出身。O型。
- ステージ下手（左側）のボーカル。ロットングラフティーを発起させた。
- 『CL∀SSICK』収録「(無題)」は尊敬するX JAPANのhideへの思いを綴った曲。
- メイクをするのはヴィジュアル系バンド出身からだと言われている[7][8]。
- 過去、バンド・EDE:EE(1994-1995)のローディーだった[9][10]。
- 京都MUSEでLa'cryma Chistiと共演した。
- カラオケで泥酔しDIR EN GREYメンバーらに「こんなに大好きなのに分かっていない」と号泣。

- 「悪巧み～Merry Christmas Mr.Lawrence」は、バイク事故で入院していた際、大ファンであった坂本龍一の「メリークリスマス ミスターローレンス」を聴き直し「悪巧み」の編曲として加えたところ完成したと公言。坂本自身公認[11]。
- テレビ朝日系音楽バラエティー番組『EIGHT-JAM』のBUCK-TICK特集(2024年3月3日放送)､ LUNA SEA特集(2025年2月2日放送)にそれぞれトークゲストとして出演している。

N∀OKI（ナオキ、1975年10月25日（49歳） - ）
ボーカル・ハープ担当。本名は牧沢直樹（まきざわなおき）。京都府京都市出身
- ステージ上手（右側）のボーカル。
- 作詞と作曲も手がける。時にライブ中正規通りの歌い方をせず、即興的に歌う。
- 時にソロとして「chairoy(チャイロイ)」名義としても活動。
- その他『Lynch-Quiz』『HOUSEFRIGGER』などで活動。
- 10-FEETと親交のあるドクター長谷川とは同郷の先輩後輩にあたる。
- 尊敬するバンドとしてTHE STALIN、THE MAD CAPSULE MARKETS、THA BLUE HERBなどが挙げられる。

KAZUOMI（カズオミ、1978年2月27日（47歳）
ギター・プログラミング担当。本名は仲北和臣（なかきたかずおみ）。
- 機材 Paul Reed Smith Custom24 stoptail, Jackson professional, Gibson ES-335, FENDER USA Telecaster, Diezel Herbert MK II, ORANGE PPC412, FREE THE TONE ARC3。
- 曲の多くは彼の手による。
- ローランドのVS-1880やVS-2000をメインに作曲。現在はPRO TOOLSをメインに作曲。
- 元々宅録をメインに活動していたがNOBUYAに誘われ、ロットングラフティーに加入。ロットングラフティーが初めてのバンド[7]。
- 彼がステージ上で使用しているバンダナ「K-ROSE」もグッズとして販売されている。
- 犬好き。小動物が好き。
- とあるインタビューで「洋楽に影響を受けた」と回答しているが、ジャンルにとらわれず「音楽」が好きと公言。
- 2021年9月30日、体調不良の為ライブ活動を控える旨を発表[12]。
- 2022年3月15日、ライブ活動を離れ、今後は音楽プロデューサーとして活動していく旨を発表[13]。

侑威地（ゆういち、1978年2月3日（47歳）
ベース担当。本名は安達友一（あだちゆういち）。
- 機材 Musicman Cutlass Seymour Duncan Precision Bass, MODULUS, Fender Japan Jazz Bass V
- バーテンダーとして店長も兼任。2010年頃まではアシンメトリーの髪型だった。
- ガンダム好きで仲良いバンドから「Mr.ガンダム」と言われる。アンプの上にガンダムのヘッドフィギュアを置いていた。アニメ好きでFLOWとの対バンを楽しみにしていた時期があった。
- ヴィジュアル系バンド出身[7]。ドラムのHIROSHIとは同じバンドを組んでいた。尊敬するバンドとしてLUNA SEAを公言。

HIROSHI（ヒロシ、1976年11月3日（48歳） - ）
ドラム担当。本名は中間弘士（なかまひろし）。通称「マイケルBOY」
- 機材 ペダル、スティックともにTAMAを使用。最近ではサカエリズム楽器のドラムを使用している。サブパッドとしてRoland SPD-Sをサンプラーとして使用する。
- 息子がいるシングルファザー。メンバーの中でもっともいじられキャラである。
- FAMILIARIZEツアーで見せた「甲甲DANCE」などが有名。マキシマム ザ ホルモンのナヲからは「山崎邦正的ポジション」と言われる。
- 一度、脱退を決意するが最後のツアーが楽しすぎて撤回した[14]エピソードがある。
- ヴィジュアル系バンド出身[7]。ベースの侑威地とバンドを組んでいた。
- 尊敬するバンドの一つにUNICORNを挙げている。

MASAHIKO（マサヒコ、1979年1月27日（46歳） - ）
ギター担当。本名は八木雅彦（やぎまさひこ）。
- fboのメンバー。
- KAZUOMIのライブ活動休止に伴い、サポートメンバーとして参加したのち、2023年12月19日に正式メンバーに加入[15]

## 来歴
- 1999年
  - 結成。地元関西を中心に精力的なライブ活動を行う。
- 2001年
  - 2月 - ベルウッド・レコードよりミニ・アルバム『RADICAL PEACE×RADICAL GENOCIDE』発表。
- 2003年
  - 自主レーベル『BEDTIME FOR DEMOCRACY』を発足。
  - 3月 - 音楽プロデューサーにDragon AshのIKÜZÖNEを迎え3rdミニ・アルバム『SYNCHRONICITIZM』発表。
  - 11月6日 - IKÜZÖNEプロデュースのメジャー。デビュー・シングル「悪巧み〜Merry Christmas Mr.Lawrence」発表。坂本龍一「メリークリスマス ミスターローレンス」にロットングラフティー流の編曲を施し、それにオリジナル曲の「悪巧み」を融合させたもの。
- 2005年
  - 3月 - マキシマム ザ ホルモンのナヲがゲストコーラスとして参加した「RATMAN」収録『えきさぴこ』発表後、ベルウッド・レコードとの契約を解消して、フリーランスとなる。
  - 活発に全国展開のライヴ活動を行う。
- 2006年
  - ライヴ会場限定シングル『palm』『form』の2枚を自主制作で発表。
  - 10月11日 - LUNA SEAのJが新たに旗揚げしたユニバーサルミュージックの新レーベルであるINFERNO RECORDSから、移籍第一弾シングルとして「マンダーラ」発表。
- 2008年
  - よしもとミュージックに移籍。
  - 7月 - 10-FEET主催フェス「京都大作戦2008〜去年は台風でごめんな祭〜」にオープニングアクトとして出演。実質第一回目の大作戦の先陣を切った。
  - 10月 - α-STATIONでレギュラーラジオ番組「YO! NOW YO! NOW」スタート。
- 2009年
  - バンド結成10周年を迎える。よしもとミュージックを離脱。
  - 4月 - FM OSAKAで「ロットングラフティーのまいどおおきにー」（7月まで）スタート。
- 2010年
  - 4月7日 - PINE FIELDS RECORDINGSより、4年振りのアルバム『This World』を発表。インディーズアルバムオリコンチャート初回4位。当作よりバンド名表記をアルファベットに変更。
- 2013年
  - 5th ALBUM『Walk』発表。バンド史上最高セールス記録。キャリア最大規模で行われたリリースツアーのファイナル公演を渋谷AXで開催、チケット完売。
- 2014年
  - バンド結成15周年を記念して「15th Anniversary Year」として様々な企画を発表。
  - 東名阪ワンマンを含めた15th Anniversary Tour “ROTTENGRAFFTY”ではキャリア最大規模のワンマン会場となるZepp Tokyo公演を行い、チケット完売。
  - 15th Anniversary DVD 『Walk….. This Way』発表。オリコン音楽DVDチャート初登場9位。
  - 12月 - 15周年の集大成として自主企画イベント「ポルノ超特急」を15,000人を収容する京都パルスプラザで開催。チケット完売。
- 2015年
  - 4月 - α-STATIONで放送開始された帯番組「FLAG RADIO」偶数月の木曜日担当[16]。
  - 10月7日 - Getting Betterよりミニ・アルバム『LIFE IS BEAUTIFUL』を発表。キャリア史上初のオリコン週間チャートでのトップ10入りを果たすが、収録曲に権利処理上の問題があるとして12月29日に発売中止が発表された。
- 2016年
  - 4月14日 - NOBUYAが声帯のポリープ除去手術を受ける。5月15日のライブイベント「OSAKA METROPOLITAN ROCK FESTIVAL 2016」で復帰[17]。
  - 10月5日 - シングル「So...Start」リリース。初週で6,615枚を売上、オリコン週間チャートで12位を記録。「世界の終わり」で記録した17位から最高位を更新。
- 2017年
  - 6月10日 - ロットンの日にレコチョク、iTunes Store、moraなどの音楽配信サイトとSpotify、Apple Music、Amazon Prime Music、LINE MUSIC、レコチョクBest等のサブスクリプションで、未配信であったアルバム曲を含めた全72曲を配信[18]。7枚目のシングル「70cm四方の窓辺」を10月4日にリリースする旨、恒例イベント『ポルノ超特急』を12月23日・24日に開催することを発表[19]。
  - 10月11日 - シングル『70cm四方の窓辺』が、初週で6,346枚を売上、オリコン週間シングルチャート（10月16日付）で10位を獲得[20][21]。週間チャートでのトップ10入りはミニアルバム『Life Is Beautiful』以来、シングルでは初。
- 2018年
  - 2月28日 - 『Walk』以来、およそ5年振りとなるオリジナル・アルバム『PLAY』発表。
  - 3月7日 - 『PLAY』が初週で8,000枚を売上、オリコン週間アルバムチャートで9位を獲得[22][23]。オリジナル・アルバムでのトップ10入りは本作が初。
  - 10月3日 - 『ROTTENGRAFFTY PLAY ALL AROUND JAPAN TOUR 2018』の最終公演を、キャリア初となる日本武道館で開催[24]。その公演を収めた映像作品『PLAY ALL AROUND JAPAN TOUR 2018 in 日本武道館』を、2019年1月30日に発表[25]。

- 2019年
  - 11月3日 - 活動20周年を記念して、トリビュート・アルバムとシングル「ハレルヤ」、そしてベスト・アルバムの発売を発表。前者2つは同年12月18日、後者は2020年3月18日に発表。収録曲はインターネットでの投票によって決定された[26][27]。
  - 12月26日、シングル「ハレルヤ」が、初週で5,571枚を売上、オリコン週間シングルチャートで9位を獲得[28][29]。前作「70cm四方の窓辺」以来2作連続TOP10入りを果たし、シングル自己最高位も更新。

- 2020年
  - 2月7日、ベスト・アルバム『You are ROTTENGRAFFTY』の全収録曲とアートワークを公開[30]。

- 2022年
  - 3月15日、KAZUOMIがライブ活動を離れ、音楽プロデューサーとして活動する事を発表。

- 2023年
  - 12月19日、KAZUOMIのライブ活動休止後にサポートメンバーとして参加していたMASAHIKOが正式メンバーに加入。

## ディスコグラフィー

### 参加作品
| 発売日         | タイトル                              | 規格品番              | 収録曲                                                                                     | 備考                         |
| -------------- | ------------------------------------- | --------------------- | ------------------------------------------------------------------------------------------ | ---------------------------- |
| 不明           | MAD COCKTAIL vol.14                   |                       | 『切り札』収録                                                                             | インディーズ雑誌付録         |
| 不明           | HiGHTRiBE01                           |                       | 『日進月歩』 ライブ映像収録                                                                | ビデオテープ オムニバス      |
| 不明           | SLUM STREET vol.1                     |                       | 『暴イズDE∀D』 ライブ映像収録                                                              | ビデオテープ オムニバス      |
| 2000年12月15日 | PONx!!                                | WQ-9003               | 『切り札』『Noise Performance Attitude』収録                                               | World Clique                 |
| 2000年08月21日 | Mixture night 2002                    | BECA-5002             | ライブ音源『緑と青のコントラスト』『暴イズDE∀D』収録                                       | BELO RECORDS                 |
| 2003年3月12日  | KICK THE NORM                         | MTCH-1035             | 『DESTROCKER'S REVOLUTION!!!!!』収録                                                       | P.S.C.                       |
| 2003年8月21日  | UNITY〜party not over                 | CRCP-40036            | 『・・・・・マニュアル02.5』収録                                                           | 日本クラウン                 |
| 2003年12月24日 | BOØWY Respect                         | FLCF-3994             | 『MORAL』カバー参加                                                                        | FOR LIFE MUSIC ENTERTAINMENT |
| 2005年9月7日   | GO!GO!NAGAI Tribute to the NAGAI GO   | TKCA-72901            | 『マジンガーZ』カバー参加                                                                  | JAPAN RECORD                 |
| 2006年1月21日  | ガンギマナイト DVD&CD                 | VBDV-1002             | ディスク1 -DVD-『零戦SOUNDSYSTEM』収録                                                     | VYBE MUSIC                   |
| 2006年10月25日 | GELUGUGU AMIGOS                       | IDCA-1028             | 『RAT FINK』カバー参加                                                                     | Musicmine                    |
| 2007年06月20日 | HOUSE OF PUNX (N∀OKI参加)             | TSE-001               | 『あるだけ feat TAKUMA(10-FEET),N∀OKI(ロットングラフティー),CHU,ANIMAL-K』                 | T-STAR ENTERTAINMENT         |
| 2011年3月23日  | My Tunes supported by SPACE SHOWER TV | DDCB-11202            | 『今夜はブギー・バック NICE VOCAL』                                                        | バウンディ                   |
| 2012年3月21日  | QP キューピー スペシャル トリビュート | VPCC-81731            | 『Familiarize』                                                                            | VAP                          |
| 2013年11月6日  | MERRY「ZERO -ゼロ-」                  | SFCD-127              | 『絶望 feat.NOBUYA & N∀OKI from ROTTENGRAFFTY』                                            | FIREWALL DIVISION            |
| 2014年6月18日  | 10-FEET「6-feat 2」                   | UPCH-29168 UPCH-20356 | 『その向こうへ feat.ROTTENGRAFFTY』                                                        | BADASS                       |
| 2015年6月3日   | SUNSET BUS「Aloha」                   | CBR-69                | 『SxBxC feat N∀OKI (ROTTENGRAFFTY)』                                                       | CAFFEINE BOMB ORGANICS       |
| 2015年12月2日  | TeddyLoid「SILENT PLANET」            | KICS-3324 KICS-93324  | 『Lion Rebels feat.JUN 4 SHOT from FIRE BALL & N∀OKI,NOBUYA & KAZUOMI from ROTTENGRAFFTY』 | EVIL LINE RECORDS            |
| 2017年11月22日 | TRIBUTE OF MUCC -縁[en]-              | MSHN-044〜045         | 『蘭鋳』カバー参加                                                                         | 朱                           |

### 書籍
- ROTTENGRAFFTY 15th Anniversary Official Fan Book × Band Score BESTGRAFFTY [BOOK+DVD-ROM]（2015年1月20日　ISBN 9784845625475　リットーミュージック）

### 未収録音源
- 「MONKEY TV SHOW」 - ライブのみ披露
- 「ブリーダー」 - オフィシャルホームページのBGM、ラスト数秒で試曲出来た。イントロは『Impossible iz nothing』と同じ。

## ミュージック・ビデオ
| 公開日         | 監督                 | 曲名                             |
| -------------- | -------------------- | -------------------------------- |
| 2010年6月8日   | 高野功               | 「This World」                   |
| 2011年6月24日  | 高野功               | 「銀色スターリー」               |
| 2011年12月6日  | ダイシングラフティー | 「金色グラフティー」             |
| 2012年8月1日   | Daishin Graffty      | 「D.A.N.C.E.」                   |
| 2013年6月10日  |                      | 「STAY REAL」                    |
| 2014年5月26日  | DaishinSZK           | 「世界の終わり」                 |
| 2016年10月4日  | 多田卓也             | 「So...Start」                   |
| 2018年2月8日   | 向井智洋             | 「「70cm四方の窓辺」」           |
| 2018年2月16日  | 向井智洋             | 「PLAYBACK」                     |
| 2018年9月17日  | 向井智洋             | 「アイオイ」                     |
| 2019年12月17日 | 向井智洋             | 「ハレルヤ」                     |
| 2020年3月18日  |                      | 「相殺微量サイレンス」           |
| 2020年4月28日  |                      | 「暴イズDE∀D (2020 reRec ver.)」 |

## タイアップ一覧
| 使用年               | 曲名               | タイアップ |
| -------------------- | ------------------ | --- |
| ロットングラフティー |                    | |
| 2003年               | MASSIVE DRIVEN     | テレビ朝日系『さまぁ〜ずと優香の怪しい××貸しちゃうのかよ!!』10月〜12月度エンディングテーマ                                                                    |
| 2004年               | e for 20           | テレビ朝日系『ド・ナイト』エンディングテーマ |
| 2004年               | ケミカル犬         | テレビ朝日系『ワールドプロレスリング』ファイティングミュージック                                                                                              |
| 2005年               | 独奏グラフィズム   | テレビ朝日系『ワールドプロレスリング』ファイティングミュージック                                                                                              |
| ROTTENGRAFFTY        |                    | |
| 2010年               | THIS WORLD         | テレビ東京系『やりすぎコージー』4月〜6月度エンディングテーマ                                                                                                  |
| 2012年               | 金色グラフティー   | テレビ東京系『くだまき八兵衛X』1月度エンディングテーマ |
| 2012年               | 金色グラフティー   | テレビ東京『音流〜On Ryu〜』1月度エンディングテーマ |
| 2013年               | 金色グラフティー   | テレビ東京『ざっくりハイタッチ』5・6月度エンディングテーマ |
| 2013年               | D.A.N.C.E.         | MBSテレビ・テレビ神奈川『mm-TV』7月度エンディングテーマ |
| 2013年               | STAY REAL          | HTB北海道テレビ『夢チカ18』7月度オープニングテーマ |
| 2015年               | Life Is Beautiful  | テレビ朝日系列全国放送『musicる TV』10月度オープニングテーマ                                                                                                  |
| 2015年               | P.I.L              | 映画『復讐したい』主題歌 |
| 2016年               | So...Start         | HTB北海道テレビ『夢チカ18』10月度オープニングテーマ |
| 2017年               | 「70cm四方の窓辺」 | フジテレビ系アニメ『ドラゴンボール超』10月度エンディングテーマ（第109話 - 第121話）                                                                           |
| 2017年               | SHRED              | テレビ朝日系『ワールドプロレスリング』2017年10・11月ファイティングミュージック                                                                                |
| 2018年               | PLAYBACK           | HTB北海道テレビ『NO MATTER BOARD』3月度エンディングテーマ |
| 2020年               | ハレルヤ           | HTB北海道テレビ『白い恋人 PARK AIR』テーマソング |
| 2020年               | 暴イズDE∀D         | TVQ九州放送『BARKUP TV』4月オープニングテーマ |
| 2020年               | 永遠と影           | ゲームアプリ「A.I.M.$ -All you need Is Money-」メインキャラ『ディーゼル』ギャングテーマ                                                                       |
| 2021年               | Goodbye to Romance | テレビ東京系/TVQ九州放送『BARKUP TV』12月オープニングテーマ                                                                                                   |
| 2024年               | 暁アイデンティティ | テレビ朝日系『ワールドプロレスリング』2024年6・7月度ファイティングミュージック                                                                                |
| 2024年               | 暁アイデンティティ | 新日本プロレス『レック Presents BEST OF THE SUPER Jr.31』/『レック Presents DOMINION 6.9 in OSAKA-JO HALL ～BEST OF THE SUPER Jr.31決勝戦～』大会テーマソング |
| 2024年               | LOUDER             | 新日本プロレス『G1 CLIMAX 34』大会テーマソング |
| 2024年               | LOUDER             | テレビ朝日系『ワールドプロレスリング』2024年8・9月度ファイティングミュージック                                                                                |

## 主なライブ

### 主催ツアー
- 2004年FRONT―毒奏グラフィズムTOUR-2004
- 2010年 - Tour 2010 This World
- 2012年 - ROTTENGRAFFTY TOUR 2012 「GOLD」
w/LAST ALLIANCE/Northern19/HOTSQUALL/マキシマムザホルモン
- 2012年 - ROTTENGRAFFTY TOUR 2012 『GOLD』 EXTRA EDITION "GOLDAYS"
w/LABRET/四星球/HAKAIHAYABUSA/花団
- 2012年08月〜09月 - ROTTENGRAFFTY〜「D.A.N.C.E.」Release Party〜 DreamMatch2012『踊り灯そやツアー』
w/RADIOTS/FAT PROP/OVER ARM THROW/SiM
- 2013年-2014年 - ROTTENGRAFFTY "Walk" TOUR 2013-2014
w/UZUMAKI/キバオブアキバ/アルカラ/THE CHERRY COKE$/ガガガSP/SUNSET BUS/AIR SWELL/HAKAIHAYABUSA/BUZZ THE BEARS/POP DISASTER/Crossfaith/FAKE FACE/MERRY/Northern19/UPLIFT SPICE/COUNTRY YARD/UVERworld/HEY-SMITH/dustbox/MUCC/MAN WITH A MISSION
- 2014年 - ROTTENGRAFFTY NEW SINGLE PRE RELEASE TOUR 2014
w/BLUE ENCOUNT/HER NAME IN BLOOD
- 2014年10月03日〜11月21日 - 15th Anniversary TOUR "ROTTENGRAFFTY"
w/dustbox/TOTALFAT/サンボマスター
- 2015年10月06日〜2016年04月02日 - ROTTENGRAFFTY "Live Is Beautiful Tour 2015-2016"
w/GOOD4NOTHING / WANIMA / dustbox / HAWAIIAN6 / HEY-SMITH / OZROSAURUS / SUPER BEAVER / The BONEZ / THE ORAL CIGARETTES / UNLIMITS / ヒステリックパニック / 04 Limited Sazabys / a flood of circle / COUNTRY YARD / CRYSTAL LAKE / KNOCK OUT MONKEY / LABRET / MEANING / Northern19 / NUBO / PAN / POLYSICS / Rhythmic Toy World / SECRET 7 LINE / SWANKY DANK / THE BACK HORN / ギルガメッシュ / サンボマスター / Crossfaith / G-FREAK FACTORY / LACCO TOWER / MELLOWSHiP
- 2015年10月11日 - ROTTENGRAFFTYアメリカ村三角公園ゲリラライブ
- 2016年10月05日 - 27日 - So...Start Tour 2016

### 主催イベント

#### ロットンの日
2004年より、バンド名とかけて、6月10日前後に「ロットンの日」としてライブを開催している。
- 2004年6月10日 - 『FRONT-毒奏グラフィズムTOUR-2004』＠KYOTO MUSE
w/マキシマム ザ ホルモン
MC・スタッフブログにて「ロットンの日」と発言された。

- 2005年6月10日 - なし
- 2006年6月10日 - なし

- 2007年6月10日 - ロットンの日～ロットングラフティー VS kannivalism～＠KYOTO MUSE
w/ O.A.)Dogma / kannivalism

- 2008年6月10日 - なし
※6月15日 FM802 presents『GRATEFUL DEAD "ZERO"』＠京都KBSホールへの出演があったが主催側問題で中止に。

- 2009年6月10日 - FREE LIVE "ネズミ大響宴"＠WHOOPEE'S STUDIO
ポルノ超特急2009春の陣にて配られた参加券と「RAT n' GRAFFTY]Tシャツ」「RAT n' GRAFFTY 2Tシャツ」着用指定

- 2010年6月10日 - This World TOUR 2010～ロットンの日～＠KYOTO MUSE
w/ NO SWEAT REWORLD / STONE LEEK

- 2011年6月10日 - ROTTENGRAFFTY TOUR 2011 「FAMILIARIZE」FINAL ONEMAN 響都追加公演 「ロットンの日」＠KYOTO MUSE
ワンマン

- 2012年6月10日 - ROTTENGRAFFTY TOUR 2012 『GOLD』 EXTRA EDITION “GOLDAYS”＠KYOTO MUSE
w/ LABRET / 四星球

- 2013年6月10日 - ロットンの日2013＠KYOTO MUSE
w/GOOD4NOTHING/Vibedred

- 2015年6月10日 -「ムックの日とロットンの日」＠京都KBSホール
w/MUCC 同じような語呂合わせで6月9日を「ムックの日」としているMUCCとの合同イベントとして開催。

- 2016年6月10日 - TOWER RECORDS presents FISTBUMP vol.3 ROTTENGRAFFTY × 東京スカパラダイスオーケストラ～ロットンの日の乱～＠京都KBSホール
w/東京スカパラダイスオーケストラ

- 2017年6月9日,6月10日 ＠京都KBSホール
w/キュウソネコカミ（9日のみ）。10日はカタカナ表記の「ロットングラフティー」としてワンマンを開催